# Ijalía
Ijalía (griego: Οιχαλία) es un municipio de la República Helénica perteneciente a la unidad periférica de Mesenia de la periferia de Peloponeso.
El municipio se formó en 2011 mediante la fusión de los antiguos municipios de Andanía, Dorio, Eíra, Meligalás e Ijalía, que pasaron a ser unidades municipales. Aunque existe un pueblo llamado Ijalía en la unidad municipal homónima, la capital municipal es Meligalás. El municipio tiene un área de 415,4 km².
En 2011 el municipio tiene 11 228 habitantes.
Se ubica junto a la carretera A7, que pasa por el sureste del término municipal, a medio camino entre Kalamata y Megalópolis.